# Stanisław Ignacy Witkiewicz
Stanisław Ignacy Witkiewicz, dit Witkacy (contraction de WITKiewicz ignACY ou comme les noms latins polonisés: Horatius-Horacy), est un dramaturge, philosophe, pamphlétaire, peintre, photographe et romancier polonais, né le 24 février 1885 à Varsovie et mort le 18 septembre 1939 à Jeziory Wielkie, en Polésie (aujourd'hui Velyki Ozera en Ukraine).
Il a touché par une curiosité d'homme de la Renaissance de nombreux domaines intellectuels et artistiques du XXe siècle. Il fut membre du premier groupe polonais avant-gardiste, formisme, auteur de la théorie esthétique de la Forme Pure, créateur de l’Entreprise Portraitiste.

## Biographie
Né en 1885 à Varsovie, de petite noblesse terrienne, fils de Stanisław Witkiewicz, du clan Nieczuja, Witkiewicz passe son enfance et son adolescence à Zakopane, dans les Tatras, et reçoit une éducation très libérale. 
En 1910, il écrit un long roman, qui reste inédit de son vivant. Quatre ans plus tard, sa fiancée se suicide. Bouleversé, il part avec Bronisław Malinowski en Nouvelle-Guinée. À la déclaration de la Première Guerre mondiale, il s'engage dans l'armée du Tsar. La Pologne est alors en grande partie sous domination russe. Il revient ensuite dans son pays et développe sa théorie de la forme pure. Violemment contesté par ses contemporains, il écrit entre 1918 et 1926 plus de trente pièces, dont plusieurs ont été jouées à cette époque, et il peint de nombreuses toiles.
Il s'est rendu célèbre par ses excentricités, sa consommation de peyotl ou encore son mauvais caractère. Le 18 septembre 1939, il se suicide, en se tranchant les veines de la gorge dans un champ du village de Jeziory Wielkie (pl) en Polésie (aujourd'hui en Ukraine), alors qu'il fuyait la progression des armées soviétiques qui avaient envahi la Pologne la veille.
Il ne commence à être plus largement reconnu qu'à la fin des années 1950, grâce aux mises en scène de Tadeusz Kantor et au livre collectif qui lui fut consacré en 1957. Son théâtre complet ne sera publié qu'en 1962, en Pologne. « Aujourd'hui il est considéré, non seulement comme la personnalité la plus marquante de l'entre-deux-guerres polonais, mais aussi comme l'écrivain qui a ouvert aux lettres polonaises le chemin de la modernité. À ce titre, il fait partie d'un trio comprenant également Bruno Schulz et Witold Gombrowicz », souligne Anna Fiałkiewicz-Saignes.

## Carrière artistique

### Le peintre
Il a créé une oeuvre singulière, dressant notamment des portraits au pastel surprenants (tel le Portrait de Wlodzimierz Nawrocki réalisé en 1926 et conservé au Musée de la Poméranie Centrale, dans le château de Słupsk), et est proche du mouvement polonais dit des formistes.  Théoricien de l'art, il est également l'auteur des ouvrages Les Formes nouvelles en peinture, publié en 1919 et De la forme pure publié en 1921.

### Le photographe
Il a été initié à la photographie par son père. Il commence par des paysages puis réalise des portraits et autoportraits photographiques, utilisant des gros plans, des années 1910 aux années 1930. Ses clichés ont été exposés notamment aux Rencontres de la photographie d'Arles, en 1992, mais aussi au Centre Pompidou au sein de l'exposition Présences polonaises en 1983 (le Centre Pompidou ayant bénéficié d'une donation de Marin Karmitz),. Le  Musée d'Arts de Nantes a également présenté plusieurs centaines de ses clichés en 2004 dans une exposition intitulée Face au néant, les portraits de Stanislaw Ignacy Witkiewicz.

## Carrière littéraire

### Le dramaturge
Tout comme les avant-gardistes de son époque, Witkacy n'était pas vraiment désireux de conquérir la notoriété du grand public. Il fut méconnu et ignoré de son vivant : une dizaine de ses pièces seulement (sur la trentaine que comportait son œuvre) furent jouées avant la guerre. Ses œuvres ne rencontrèrent aucun succès ; la critique l'éreinta, lui reprochant d'écrire des pièces absurdes et incompréhensibles, de se complaire dans un non-sens gratuit et de se moquer du public. Il contre-attaqua par des articles polémiques défendant le seul théâtre possible à ses yeux : celui de la « forme pure ». Il connut néanmoins une certaine notoriété en Bohême polonaise, et entretint des relations épistolaires suivies avec des philosophes polonais, britanniques et allemands. Les Cordonniers (Szewcy) et La Mère (Matka) marquent le sommet de son œuvre dramatique.
Son appartenance à un idéal théâtral qui le conduisit à une dramaturgie neuve le rapproche de l'écrivain symboliste Maeterlinck ou d'Ibsen par certains thèmes.
La « théorie de la Forme Pure » de Witkacy a influencé le théâtre de Tadeusz Kantor.

### Le romancier
« Non content de réinventer le théâtre, ce peintre, qui se voulait avant tout philosophe, entreprit de changer le roman au moment même où un peu partout en Europe des œuvres originales voient le jour. Elles incarnent toutes une nouvelle idée du roman. [...] Nés du sentiment de crise culturelle provoquée par la modernisation, organisés autour de la question de la place et du sens de l'art dans le monde moderne, tentés par la métaphysique en même temps que travaillés par une suspicion profonde à l'égard du langage, les romans de Witkiewicz participent bien au débat européen sur le roman caractéristique des années 1910-1920. Mais, à des questions européennes, Witkiewicz donne des réponses qui lui sont propres, plus violentes (parce que périphériques ?) dans leur discours comme dans leur forme. Elles minent la forme romanesque de l'intérieur et l'amènent à éprouver ses propres limites », souligne Anna Fiałkiewicz-Saignes.
En 1927, il publie L'Adieu à l'automne (Pożegnanie jesieni) et, en 1930, L'Inassouvissement (Nienasycenie), romans de facture très originale où la psychologie et la philosophie prennent la plus grande part, mais dont l'intrigue politico-sociale est aussi une satire féroce de la Pologne nationaliste et populiste de l'entre-deux guerres.
D'une manière générale, il est considéré comme un auteur particulièrement difficile. Il réunit en lui un grand nombre de tendances communes aux différentes avant-gardes de l'époque. Il produisit de nombreux drames, romans, articles et essais philosophiques.

## Citations
- « La véritable nature de tous les sentiments se retrouve seulement dans le mensonge et l'inassouvissement ». - L'Inassouvissement)
- « La grandeur est seulement dans la perversion ». - L'Inassouvissement

## Œuvres
Liste non exhaustive

### Romans
- 622 upadki Bunga czyli Demoniczna kobieta (écrit en 1911, mais publié de façon posthume en 1972) Publié en français sous le titre Les 622 Chutes de Bungo, traduit par Lena Blyskowska et Alain van Crugten, Lausanne, L'Âge d'Homme, coll. « Bibliothèque L'Âge d'homme. Série slave », 1979 (BNF 34620584)
- Pożegnanie jesieni (1927) Publié en français sous le titre L'Adieu à l'automne, traduit par Alain van Crugten, Lausanne, L'Âge d'Homme, coll. « Classiques slaves », 1972 (BNF 34876489)
- Nienasycenie (1930) Publié en français sous le titre L'Inassouvissement, traduit par Alain van Crugten, Lausanne, L'Âge d'Homme, coll. « Classiques slaves » no 8, 1970 (BNF 35437097) ; réédition dans une traduction révisée, Paris, éditions Noir sur Blanc, coll. « Bibliothèque de Dimitri », 2019, 612 p.  (ISBN 978-2-88250-556-9)
- Jedyne wyjście (1931–1933) Publié en français sous le titre L'Unique Issue, traduit par Gérard Conio (d), Lausanne, L'Âge d'Homme, coll. « Classiques slaves », 2001  (ISBN 2-8251-1462-6)

### Théâtre
De 1969 à 1976, la traduction du théâtre complet de Witkiewicz en six volumes est parue aux éditions L'Âge d'or.
Quatre pièces (Les Cordonniers, La Mère, La Métaphysique d'un veau à deux têtes, La Poule d'eau) sont également parues aux éditions Gallimard en 1969, et La Pieuvre aux mêmes éditions en 1970.
- Karaluchy (1893)
- Odważna księżniczka (1893)
- Maciej Korbowa i Bellatrix (1918) Publié en français sous le titre Mathias Korbowa et Bellatrix
- Nowa homeopatia zła (1918)
- Pragmatyści (1919) Publié en français sous le titre Les Pragmatistes
- Nowe wyzwolenie (1920) Publié en français sous le titre La Nouvelle Délivrance
- Mister Price, czyli Bzik tropikalny (1920)
- Tumor Mózgowicz (1920) Publié en français sous le titre Tumeur Cervy Kal
- Oni (1920) Publié en français sous le titre Ils
- W małym dworku (1921) Publié en français sous le titre Le Petit Manoir
- Gyubal Wahazar (1921) Publié en français sous le titre Gyubal Velleÿtar
- Metafizyka dwugłowego cielęcia (1921) Publié en français sous le titre La Métaphysique d'un veau à deux têtes
- Kurka Wodna (1921) Publié en français sous le titre La Poule d'eau
- Bezimienne dzieło (1921), publication posthume en 1962 Publié en français sous le titre L'Œuvre sans nom
- Mątwa (1922) Publié en français sous le titre La Pieuvre Adaptation du polonais par Koukou Chanska et François Marié Collection Théâtre du monde entier, Gallimard, 1969, 80 p.
- Nadobnisie i koczkodany (1922) Publié en français sous le titre Nadobnisie i koczkodany
- Jan Karol Maciej Wścieklica (1922) Publié en français sous le titre Jean Mathieu Charles Lenragey l'éducateur terrible
- Wariat i zakonnica (1923) Publié en français sous le titre Le Fou et la Nonne
- Szalona lokomotywa (1923) Publié en français sous le titre Une locomotive folle
- Janulka, córka Fizdejki (1923) Publié en français sous le titre Janulka, fille de Fizdejko
- Matka (1924) Publié en français sous le titre La Mère
- Sonata Belzebuba (1925) Publié en français sous le titre La Sonate de Belzébuth
- Szewcy (1934) Publié en français sous le titre Les Cordonniers

### Cahiers
- Cahiers S.I. Witkiewicz Witkacy, traduit par Janka Kaempfer-Waniewicz, Lausanne, L'Âge d'Homme / Paris, Centre de diffusion de l'édition, 1981 (BNF 34666052)
  - Cahier no 1 : Witkacy et le théâtre
  - Cahier no 2 : Witkiewicz et la peinture
  - Cahier no 3 : Correspondance
  - Cahier no 4 : Colloque de Bruxelles
  - Cahier no 5 : Witkiewicz et la philosophie

### Essais
- Nowe formy w malarstwie (1919) Publié en français sous le titre Les Formes nouvelles en peinture et les malentendus qui en découlent, traduit par Antoine Baudin (d), Lausanne, L'Âge d'Homme, coll. « Slavica. Écrits sur l'art », 1979 (BNF 34651878)
- Nikotyna, alkohol, kokaina, peyotl, morfina, eter (1932), suivi de Niemyte dusze (1936) Publié en français sous le titre Narcotiques, suivi de Les Âmes mal lavées, traduit par Gérard Conio, Lausanne, L'Âge d'Homme, coll. « Bibliothèque L'Âge d'homme », 1980 (BNF 34674856)